# إذاعة عدن
إذاعة عدن هي إذاعة يمنية، تأسست في 17 أغسطس 1954م، تحت اسم (محطة عدن للإذاعة) كأول إذاعة تقدم خدمات مستقرة في المنطقة على فترتين صباحية ومسائية بإجمالي ست ساعات يومياً في الأيام العادية ولمدة أثني عشر ساعة في أيام العطل الأسبوعية من التاسعة صباحا وحتى الساعة التاسعة مساء.

## البداية
بدأت الإذاعة بثها على جهاز إرسال بقوة 250 وات عبر موجة متوسطة، أرتفع عام 1956م إلى قوة خمسة كيلو وات إلى جانب موجة قصيرة بقوة سبعة كيلو وات ونصف.
وفي عام 1984م تم بناء محطة إرسال بقوة 400 كيلو وات ثم أضيف جهازان بقوة مائة كيلو وات لكل وات منهما على موجتين قصيرتين، ثم أضيفت محطة متوسطة أخرى بقوة 750 كيلو وات.